# Radio & Records
Radio & Records é uma publicação de notícias e mostrar as músicas mais executadas nas rádios. A empresa foi fundada em 1973 e desde então faz parte do conclomerado Billboard e Billboard.biz. E todos seus dados de pesquisa de mercado são feitos pela Nielsen Business Media.